# Myanmar e as armas de destruição em massa
Myanmar é suspeito de ter iniciado um programa de armas nucleares. Se tal programa existir, é esperado que ele seja muito lento e primitivo, devido a limitações financeiras e tecnológicas de Myanmar.
Myanmar tem enfrentado acusações persistentes de uso de armas químicas; no entanto, o NTI afirmou que "não há evidências que sugerem que Myanmar tem um programa de armas químicas". Myanmar é um membro nuclear, mas não de tratados de não proliferação nuclear, química ou biológica.

## Armas químicas
As primeiras indicações públicas da possível posse de armas químicas de Myanmar veio em um testemunho entregue ao Congresso dos Estados Unidos em 1991 por um contra-almirante. Thomas Brooks, Diretor de Inteligência Naval da Marinha dos Estados Unidos, no qual Myanmar foi incluído em uma lista de nações que "provavelmente possui" armas químicas. No entanto, os Estados Unidos, em seguida, tiraram Myanmar da lista de países com programas de armas químicas em 1993.
Em 2005 o fotojornalista belga Thierry Falise informou falando com dois desertores do exército de Myanmar, que, durante o seu tempo de serviço, se "teria dito para tomar precauções especiais porque eles estavam manipulando munições químicas". Os desertores descreveram ter visto artilheiros usando máscaras e luvas para disparar as munições. Em um relatório separado, a partir do mesmo ano, o Dr. Martin Panter, médico e presidente da Christian Solidarity Worldwide, relatou o tratamento de lesões de rebeldes anti-governo Karenni que eram "coerentes com um ataque químico", e afirmou que "provas circunstanciais fortes existem para o uso de produtos químicos, agentes particularmente nervosos, agentes pulmonares e possivelmente agente blister." Em resposta ao relatório de Christian Solidarity Worldwide, o governo de Myanmar negou o uso de armas químicas. O NTI afirmou que "sem uma investigação mais aprofundada, não está claro se os relatórios referem-se aos agentes reconhecidos pelo direito internacional como armas químicas ou de agentes anti-motim - o último é o mais provável."
Myanmar assinou a Convenção de Armas Químicas em 1993, mas ainda não ratificou o acordo.

## Armas nucleares
Em 2007, a Rússia e Myanmar fizeram um polêmico acordo de um centro de pesquisa nuclear. Segundo eles, "O centro será composto por um reator de água leve de 10MW trabalhando em 20% de enriquecimento de urânio-235, um laboratório de análise de ativação, um laboratório de produção de isótopos médicos, sistema de doping de silício, tratamento de resíduos nucleares e instalações de sepultamento".
De acordo com um relatório de agosto de 2009 publicado no The Sydney Morning Herald, Myanmar está trabalhando para desenvolver uma arma nuclear em 2014. O esforço relatado, supostamente sendo realizado com a assistência da Coreia do Norte, envolve a construção de um reator nuclear de plutônio e instalações de extração em cavernas de túnel em uma montanha em Naung Laing, uma aldeia na divisão de Mandalay. As informações citadas no artigo de jornal teria originado de dois desertores de alto escalão que se estabeleceram na Austrália.
Em 3 de junho de 2010, um inquérito de 5 anos por uma emissora anti-governo de Myanmar, a Democratic Voice of Burma (DVB), encontrou evidências de que supostamente mostra o regime militar do país iniciando um programa para desenvolver armas nucleares. O DVB disse que as provas do programa nuclear do Myanmar veio de documentos ultra-secretos contrabandeados para fora do país por vários anos, incluindo centenas de arquivos e outras provas fornecidas por Sai Thein Win, um ex-major das Forças Armadas de Myanmar. Um relatório da ONU disse que não havia evidência de que a Coreia do Norte tenha vindo exportar tecnologia nuclear para Myanmar, Irã e Síria.
Com base na evidência de Win, Robert Kelley, um ex-inspetor de armas, disse acreditar que Myanmar "tem a intenção de ir para nuclear e está... gastando enormes recursos ao longo do caminho." Mas a partir de 2010, os peritos disseram que Myanmar foi um longo caminho de sucesso, dada a má qualidade de seus materiais atuais. Apesar de a análise de Kelley, alguns especialistas têm dúvidas de que um programa de armas nucleares existe; por exemplo, ISIS observou ambiguidade sobre se determinado equipamento que é utilizado para a produção de urânio, ou para produzir inocentemente "metais de terras raras ou metais como o titânio ou vanádio." Os Estados Unidos expressaram preocupação em 2011 a respeito de possíveis violações do TNP, mas em 2012 declarou que as suas preocupações haviam sido "parcialmente dissipadas."